# Rüdlingen
Rüdlingen (toponimo tedesco) è un comune svizzero di 736 abitanti del Canton Sciaffusa. È stato istituito nel 1839 per scorporo dal comune di Buchberg.
Insieme a Buchberg, Rüdlingen forma un'exclave del Canton Sciaffusa sul Reno, circondato dal Canton Zurigo e dal Land tedesco del Baden-Württemberg.